# Салтанов, Самуил
Самуил (Самойло) Салтанов (? — 19 [30] июля 1774, Ялта) — русский офицер, участник русско-турецкой войны 1768—1774 годов.

## Биография
Служил в частях 2-й армии генерал-аншефа князя Василия Долгорукова. 15 сентября 1770 года в чине секунд-майора Брянского мушкетерского полка участвовал в штурме крепости Бендеры и 1 ноября 1770 года был награждён орденом Святого Георгия 4-го класса, за № 71 по списку Григоровича - Степанова (72 по списку Судравского) с формулировкой:

За отменную храбрость и мужество, оказанные при осаде Бендерской крепости, будучи первоступившим при штурме на главную крепость, предводительствуя подчиненными своими к отниманию у неприятеля держанных еще ими бастионов и улиц.— * Судравский В. К. Список кавалеров ордена св. Георгия // Военный сборник. — № 3. — 1909. — С. 73.
В «Походном журнале 2-й армии» сообщается:

Брянского пехотного полку секунд-майор Самуйло Салтанов, вошед воротами, отверстыми уже изнутри крепости, овладел неприятельскою батареею.— Преснухин М. «Отверзши себе путь штыками…»: Оборона Ялты в 1774 году. — С. 142.
После занятия Крыма русскими войсками в чине премьер-майора командовал постом брянских мушкетёров в Ялте, имея в подчинении отряды, расположенные в соседних населенных пунктах. В ходе отражения турецкого десанта в июле 1774 года пытался оказать помощь атакованной противником Алуште, затем руководил обороной Ялты 19 июля. Будучи окружённым превосходящими силами противника и расстреляв боеприпасы, отряд Салтанова принял решение прорваться посредством общей вылазки. Сам Салтанов был заколот в бою сразу же по выходу из селения, но небольшой части русского отряда удалось пробиться штыками и уйти в Балаклаву.